# ワンラ・ウェイン地区
ワンラ・ウェイン (Wanlaweyn, マーイ方言: Wanliwiing) はソマリアの下部シェベリ地域にある町。郊外を含めてワンラ・ウェイン地区と呼ばれる。
ワンラ・ウェインの町から15キロメートル西にバリ・ディグレ空港があり、ソマリア内戦で首都の空港が破壊されてから再建されるまでの間、メイン空港の役割を果たしてきた。2012年時点ではアフリカ連合ソマリア平和維持部隊 (AMISOM)の基地となっている:242。
主な住民はラハンウェイン氏族だが、ソマリア内戦初期には首都を制圧していたハバー・ギディル氏族の支配下にあった。また、氏族闘争の舞台となった。2009年からイスラーム武装勢力アル・シャバブの支配下となった。2012年10月にソマリア政府軍とAMISOMの支配下となったが、氏族闘争とアル・シャバブの攻撃が続いている。

## 人口動態
ワンラ・ウェイン町の人口は約2万6700人。ワンラ・ウェイン地区全体では25万643人。
住民はソマリ人で、
- シャンタ・アレモード氏族（Shanta 'Aleemood, ラハンウェイン氏族のDigil支族の支族）
- ダーウード氏族（Daa'uud, ハウィエ氏族の支族アブガル（英語版）の支族）
- フォールルス氏族（Fool'ulus, ハウィエ氏族の支族Murusadeの支族）
- ガルジャール氏族（Galje'el, ハウィエ氏族の支族）
- ガレ氏族（Garre, ラハンウェイン氏族のDigil支族の支族）

などに分かれる。
ソマリア内戦後はバリ・ディグレ空港を支配するためハウィエ氏族のハバー・ギディル支族が一軍を送り込んできたため、人数が増えた。
2008年ごろにイスラーム武装勢力アル・シャバブがワンラ・ウェインを支配すると、アブガル氏族は逃走し、ガルジャール氏族は留まったため、アブガル氏族の土地を4年ほどガルジャール氏族が耕作した。2012年にアル・シャバブがアフリカ連合ソマリア平和維持部隊 (AMISOM)に敗れて逃走すると、アブガル氏族が戻ってきてアブガル氏族と7人が死亡する争いになった。争いは長老同士の話し合いで解決した:13,:231。

## 歴史

### ソマリア内戦まで
ワンラ・ウェインは古くはデフェード（Dafeed）と呼ばれていた。古くからシャンタ・アレモード氏族が住んでおり、17世紀にSheekh 'Usmaan Sharif Dalwaaqが一族を統一した:32。
ソマリアは1960年に独立し、翌1961年に1961年ソマリア憲法国民投票が行われた。その際、ソマリア南部では不正投票が横行していたとする意見があり、その具体例としてワンラ・ウェインでの投票が挙げられている。

### ソマリア内戦直後
1993年1月、アメリカ軍はワンラ・ウェインから15キロメートル西にあるバリ・ディグレ空港を拠点にしており、未登録の武器の押収などを行っていたが、民間人の武器が無くなり盗賊だけが武器を持っている状態となり、かえって被害を拡大していると報じられている。アメリカ軍はワンラ・ウェインと首都モガディシュの間の道路をパトロールしているが、軍の護衛が無い道ではすぐに盗賊に襲われる状況だった。地元の治安部隊を設立するよう、アメリカ陸軍の民生担当官と地元長老の交渉が行われていた。この後、1994年から1995年にかけて、ソマリアからアメリカ軍を始めとする国連PKO部隊が順次撤退。
1994年、水と牧草地を巡ってシャンタ・アレモード氏族とガルジャール氏族の紛争が発生したが間もなく和解した。同じ1994年からガルジャール氏族とアブガル氏族の紛争が発生し、2011年に一応終息したが2013年時点では解決はしていない:55
1995年までに、ワンラ・ウェインがある下部シェベリ地域の全てがハウィエ氏族のハバー・ギディル支族の支配下となった。ただしハバー・ギディル支族内部で対立があり、その支配力は弱く、地元住民の意向が重視された:48。
1997年、ワンラ・ウェインでコレラが発生し、430人以上が死亡。ICRCの調査によれば町にある5つの井戸の内、1つだけが機能していた。ICRCは医薬品を提供し、町の8人に首都モガディシュで予防治療のトレーニングを行った。
2001年3月、ワンラ・ウェインで再びコレラが発生した。ユニセフの努力により流行の封じ込めに成功した。
2005年2月、下部シェベリ地域に外国軍（特にエチオピア軍）の配備が計画されたが、ワンラ・ウェインをはじめとする多くの町で反対するデモが行われた。

2006年のワンラ・ウェイン周辺の動き

2006年10月、イスラーム武装集団のイスラム法廷会議が首都方面から攻めてきてワンラ・ウェインを占領。12月26日にエチオピア軍の助けを借りたソマリア暫定政府軍がワンラ・ウェインを奪還。
2008年1月、ワンラウェイン地区でソマリア政府軍の2部隊が検問所の管理をめぐって争い、5人が死亡した。
2009年3月、ワンラ・ウェイン地区で急性水様性下痢（AWD）が発生し、少なくとも5人の子供が死亡した。Kabahirig村の被害が大きかった。

### イスラーム武装勢力による支配
2009年6月、イスラーム武装勢力アル・シャバブがワンラ・ウェインに裁判所を開設した。10代の少女をレイプした既婚男性が裁判にかけられ、石打ちによる死刑が宣告された。
2009年、アル・シャバブはワンラ・ウェインで兵を募集した。それには7歳から17歳までの7人の少年兵も含まれていた。
2009年12月、イスラーム武装勢力のヒズブル・イスラムはワンラウェイン地区とブルハカバ地区で盗賊70人を逮捕した。
2010年6月、ワンラ・ウェイン地区郊外で2つの氏族民兵が衝突。
2011年8月、国内避難民を運ぶトラックがワンラ・ウェイン地区郊外で転覆。

### ソマリア政府による奪還
2012年10月、アフリカ連合ソマリア平和維持部隊 (AMISOM)の支援を受けたソマリア政府軍がアル・シャバブからワンラ・ウェインを奪還。ただし奪還後に下部シェベリ地域知事（ソマリア政府側）が任命した地方政府委員を地元は拒絶:55
2012年11月にワンラ・ウェインを訪れたノンフィクション作家の高野秀行はこの町を「場末感漂う田舎町」と表現しており、同行したモガディシュに住むソマリ人は「イマームが話の分かる人なので駆け落ちで有名な町」と言っている:235。
2014年10月、ワンラ・ウェインの知事Abuukar Cabdullaahiは、住民が勝手に設けた検問所を除去するために戦闘が発生しているが間もなく完了すると述べている。
2015年3月、アル・シャバブがワンラ・ウェインを攻撃し、大きな抵抗なく占領。
2015年6月、下部シェベリ地域の知事は、ソマリア軍とAMISOM軍はワンラ・ウェインとToora-Toorowの間を支配していると述べた。
2015年7月4日の午後9時、アル・シャバブが、AMISOMと政府軍とが守っているはずのワンラ・ウェインに侵入し、住民に通信と電気を切るよう要求した。激しい戦闘が行われた。しかし2時間ほどで撤退し、翌朝政府軍が町に戻った。
2017年2月、ワンラ・ウェインで政府軍の部隊同士で戦闘が発生し、少なくとも民間人1人が死亡した。氏族闘争が原因と見られる。間もなく戦闘は終了した。
2017年3月、ワンラ・ウェイン地区知事がアル・シャバブの待ち伏せ攻撃に会い、ボディーガード2名と別の1名が死亡、知事も負傷。
2018年1月、ワンラ・ウェイン地区の副判事が自宅の庭でピストルで射殺された。
2018年5月、ワンラ・ウェインのカート市場で自爆テロがあり12人が死亡。翌日、別の場所でも爆発があり少なくとも兵士7人が死亡。
2018年10月、氏族闘争があり、4人が死亡。市場は閉鎖され、住民が逃亡した。2019年6月にも死者が出る戦闘があった。
2020年6月、アル・シャバブがワンラ・ウェインに住む軍将校の家に爆弾を仕掛け、将校の妻ら5人が死亡。容疑者は逮捕された。
2020年12月、ワンラ・ウェインの検問所が武装集団に襲われ、兵士4人が死亡。別の情報によれば交通警察と地元軍との間の戦闘で地元軍3人が死亡。
2021年4月、ワンラ・ウェイン地区知事のモハメド・シドウ（Maxamed Siidow Cabdiraxmaan）が氏族衝突に関連して逮捕された。地区知事代理にMaxamed Cabdullaahi Cumar Koostaが任命された。
2021年5月、ワンラ・ウェイン地区知事のモハメド・シドウに忠実な軍隊と、副地区知事のアハメド・ケイヤー（Axmed Kheyr）に忠実な軍隊との間で戦闘が起こり、少なくとも4人が死亡。南西ソマリアの内務大臣は知事と副知事を解任し、Ismaaciil Abuukar Maxamedを知事に、Yaxye Qaasim Cabdullaahiを社会問題担当副委員に、Cabdikhani Maxamed Xasanを副管理財務委員に任命した。
2022年2月、ソマリア国軍と、ワンラ・ウェイン地区知事兼市長のイスマイル・シェイク・アブーカー（Ismail Sheikh Abuukar）が率いる地元軍とが共同で、周辺の村々に住む犯罪容疑者を逮捕した。
2022年3月、ワンラ・ウェイン地区で急性水様性下痢が蔓延していると報告された。ワンラ・ウェイン地区知事は南西ソマリア政府に救援を要請。
2022年3月、武装グループがワンラ・ウェイン地区副知事アブドゥラヒ・グドゥドウ（Cabdullaahi Cabdulle Xasan Gaduudow）の家を襲撃し、副知事は負傷、息子が爆風で死亡した。アル・シャバブが犯行声明を出した。